# Lực lượng Vũ trang Hoàng gia Campuchia
Quân đội Hoàng gia Campuchia (tiếng Khmer: កងយោធពលខេមរភូមិន្ទ; tiếng Anh: Royal Cambodian Armed Forces, RCAF) là lực lượng quân sự quốc gia của Campuchia, gồm có Lục quân, Hải quân, Không quân và Lực lượng Hiến binh.
Về danh nghĩa, Quốc vương Campuchia đương nhiệm Norodom Sihamoni là Lãnh đạo tối cao của Quân đội Hoàng gia Campuchia. Tuy nhiên, trên thực tế, quân đội Campuchia được quản lý của Bộ Quốc phòng Campuchia, đứng đầu bởi Bộ trưởng Quốc phòng, và được chỉ huy bởi Bộ Tổng Tư lệnh Quân đội Hoàng gia Campuchia, đứng đầu là Tổng Tư lệnh Quân đội Hoàng gia Campuchia. Bộ trưởng Quốc phòng đương nhiệm là Đại tướng Tea Seiha (từ 2023), Tổng tư lệnh đương nhiệm là Đại tướng Vong Pisen (từ 2018).

## Lịch sử

### Lực lượng Vũ trang Hoàng gia Khmer
Lực lượng Vũ trang Hoàng gia Khmer (Tiếng Pháp: Forces Armées Royales Khmères - FARK) được thành lập vào ngày 9 tháng 11 năm 1953 theo một hội nghị Pháp-Khmer. Điều này góp phần chấm dứt vai trò thuộc địa và bảo hộ của Pháp, và Campuchia có được tổ chức quân sự của riêng mình. Vai trò của FARK là đảm bảo chủ quyền của quốc gia và nhà vua; để đảm bảo an ninh, trật tự xã hội và tôn trọng luật pháp, và bảo vệ Vương quốc Campuchia. Với 50.000 quân nhân, FARK được tổ chức ở cấp tiểu đoàn dưới quyền Tư lệnh tối cao của Lực lượng Vũ trang (nguyên thủ quốc gia). Ở giai đoạn đầu hình thành, các đơn vị của FARK được trang bị yếu và lạc hậu, huấn luyện kém, do đó hầu như không đủ năng lực tác chiến để chống lại lực lượng vũ trang của Việt Minh. FARK cũng không đủ năng lực để kiểm soát lãnh thổ. Điều này đã buộc Quốc vương Norodom Sihanouk phải chấp nhận các thỏa ước bí mật, ngầm cho phép những người Cộng sản Việt Nam xây dựng các căn cứ và tuyến giao thông  trên tuyến biên giới, hình thành các bàn đạp tiếp viện hậu cần và tấn công chống chính phủ Việt Nam Cộng hòa, vốn bị chính phủ Campuchia xem là có thái độ thù địch.

### Lực lượng Vũ trang Quốc gia Khmer
Tình hình quân sự đã thay đổi đáng kể sau cuộc đảo chính tháng 3 năm 1970. Dưới chế độ Cộng hòa Khmer, FARK được đổi tên thành Lực lượng Vũ trang Quốc gia Khmer (tiếng Pháp: Forces Armées Nationales Khmères - FANK). Được sự hậu thuẫn và viện trợ mạnh mẽ từ chính phủ Mỹ, FANK nhanh chóng được mở rộng tới 200.000 nhân viên quân sự, đặt dưới tuyền Tổng tư lệnh tối cao của Tổng thống Cộng hòa Khmer, tổ chức thành các lữ đoàn và sư đoàn, nhằm đối phó với tình trạng khẩn cấp trong cuộc Nội chiến Campuchia. Trái ngược với FARK, FANK hoạt động tích cực hơn trong các hoạt động tác chiến chống lại các đơn vị Việt Cộng hoặc Khmer Đỏ, đồng thời có một liên hệ đồng minh với Quân lực Việt Nam Cộng hòa.
Tuy nhiên, FANK nhanh chóng cũng bị chỉ trích là thiếu hiệu quả và ít nhận được sự ủng hộ từ dân chúng. Cựu vương Norodom Sihanouk nhiều lần phát biểu trên đài phát thanh, kêu gọi người dân bất hợp tác, đi vào rừng rậm và tham gia các đơn vị vũ trang chống lại FANK. Một số chỉ huy FANK tham nhũng là những người ủng hộ hoàng gia đã bán vũ khí và các thông tin tình báo cho phe đối lập Khmer Đỏ. Mặc dù vậy, nhiều chỉ huy FANK thuộc hoàng gia, như Norodom Chantaraingsey, đã ở tiền tuyến lại khởi động các hoạt động chống lại lực lượng cộng sản. Tuy nhiên, đến cuối năm 1973, Quốc hội Hoa Kỳ đã mất niềm tin vào FANK và đã tạm dừng các viện trợ quân sự cho FANK do những cáo buộc về tham nhũng.

### Quân Cách mạng Campuchia
Sau sự sụp đổ của Cộng hòa Khmer vào tháng 4 năm 1975, thời kỳ Khmer Đỏ đã thành lập Quân Cách mạng Campuchia (RAK). Quân đội gồm có binh lính Khmer Đỏ và những người đào thoát khỏi FANK của Lon Nol. Những người đào thoát gia nhập Khmer Đỏ không bao giờ được Khmer Đỏ ban đầu tin tưởng hoàn toàn. Sau đó, họ bị Pol Pot thanh trừng, khi hàng ngàn binh sĩ và sĩ quan Khmer Đỏ bị lệnh của lãnh đạo Khmer Đỏ giết chết. Giống như các lực lượng khác, RAK được tổ chức ở cấp sư đoàn và được chỉ huy bởi Tổng tham mưu trưởng Son Sen và Ta Mok. Lực lượng vũ trang đầy đủ 375.000 người của RAK được cung cấp bởi Trung Quốc và một số nước thuộc khối Đông Âu. Khi Campuchia Dân chủ xâm chiếm miền nam Việt Nam, các lực lượng Việt Nam đã mất cảnh giác và các điệp viên hai mang của họ ở Khmer Đỏ tỏ ra có giá trị. Các điệp viên hai mặt sau đó được biết là đã trở thành thành viên của Lực lượng Vũ trang Cách mạng Nhân dân Campuchia (KPRAF), lực lượng quân đội của Cộng hòa Nhân dân Campuchia.

### Lực lượng Vũ trang Cách mạng Nhân dân Campuchia
Sau sự can thiệp của Việt Nam vào tháng 1 năm 1979 (dẫn đến sự sụp đổ của chế độ Khmer Đỏ), Lực lượng Vũ trang Cách mạng Nhân dân Campuchia (KPRAF) được thành lập. Nó đổi tên thành Lực lượng Vũ trang Nhân dân Campuchia (CPAF) khi chính phủ được xây dựng lại, và phát triển từ các tiểu đoàn thành các sư đoàn.
Các phong trào chống Việt Nam hình thành dọc biên giới Campuchia-Thái Lan. Ngoài Quân đội Quốc gia Campuchia Dân chủ (NADK), hai lực lượng kháng chiến phi cộng sản khác - Lực lượng Vũ trang Giải phóng Dân tộc Khmer (KPNLAF) và Quân đội Quốc gia Độc lập Khmer (ANKI) - đã được thành lập. Sự phát triển quân sự của hai phong trào sau là tương tự nhau: từ các nhóm nhỏ, vũ trang đến các sư đoàn.
Vì Chiến tranh Lạnh và sự can thiệp của các cường quốc toàn cầu, tình hình ở Campuchia đã trở nên bất an kể từ những năm 1970. Điều này chỉ được giải quyết một phần với các Hiệp định Hòa bình Paris tháng 10 năm 1991, bởi vì KPRAF vẫn thống trị ba nhóm kháng chiến: Khmer Đỏ, KPNLF và ANKI.

### Quân đội Hoàng gia Campuchia ra đời
Lực lượng Vũ trang Hoàng gia Campuchia được tái lập vào năm 1993 sau cuộc bầu cử dân chủ của một chính phủ gồm hai thủ tướng. Các lực lượng vũ trang của tất cả các bên trừ NADK được hợp nhất thành một lực lượng vũ trang quốc gia; NADK tham gia năm 1998, sau cái chết của Pol Pot. KPRAF thống trị ba nhóm du kích tích hợp, với ANKI và các chỉ huy Khmer Đỏ sau đó được thay thế bởi những người trung thành với KPRAF.
Để giải quyết các vấn đề an ninh, chính phủ đã bắt đầu một chính sách cùng có lợi vào giữa năm 1995 về các nỗ lực hòa giải dân tộc và đoàn kết dưới quyền nhà vua. Việc loại trừ các đơn vị NADK bắt đầu vào đầu năm 1996. Chính sách giành chiến thắng của Thủ tướng Hun Sen tiếp tục thành công khi các nhóm du kích Khmer Đỏ cuối cùng được hợp nhất vào RCAF vào cuối năm 1998; điều này đánh dấu sự giải thể của tổ chức chính trị và quân sự của Khmer Đỏ và sự trở lại của tất cả các khu vực được giữ kín để kiểm soát của chính phủ.
RCAF trải qua các cải cách theo các hướng dẫn của chính phủ, chỉ đạo các lực lượng vũ trang xuất ngũ đến một kích cỡ chấp nhận được, đạt được khả năng và khắc sâu các tiêu chuẩn về đạo đức và nhân phẩm, với sự tiến bộ trong tương lai theo tiêu chuẩn quốc tế. Chương trình nghị sự của nó bao gồm hợp tác an ninh khu vực.

## Phân chia
Quân đội Hoàng gia Campuchia được phân chia thành các nhánh: Lục quân, không quân, hải quân, và lực lượng hiến binh. Ngoài ra còn có 1 đơn vị đặc biệt là trung đoàn Đặc nhiệm 911.

### Vùng quân sự
Quân đội Hoàng gia Campuchia được phân chia theo khu vực địa lý thành năm vùng quân sự và một vùng đặc biệt. Mỗi vùng bao gồm một số tiểu vùng tương ứng với ranh giới các thành phố và tỉnh thông thường:
- Vùng Một: Trụ sở đóng tại Stung Treng, bao gồm các tỉnh Stung Treng, Kratie, Ratanakiri và Mondulkiri.
- Vùng Hai: Trụ sở ở thành phố Kampong Cham, bao gồm các tỉnh Kampong Cham, Prey Veng, Svay Rieng và Kampong Thom.
- Vùng Ba: Trụ sở tại Kampong Speu, bao gồm các tỉnh Kampong Speu, Takéo, Kampot, Preah Sihanouk, Koh Kong và thành phố Kep.
- Vùng Bốn: Trụ sở đóng tại Siem Reap bao gồm các tỉnh Siem Reap, Oddar Meancheay và Preah Vihear.
- Vùng Năm:Trụ sở đóng tại Battambang gồm các tỉnh Battambang, Pursat, Banteay Meanchey và thành phố Pailin.
- Vùng đặc biệt: Trụ sở đóng tại thủ đô Phnôm Pênh, bao gồm các tỉnh Kampong Chhnang, Kandal và thành phố tự trị Phnôm Pênh.

## Quân số và việc giải ngũ

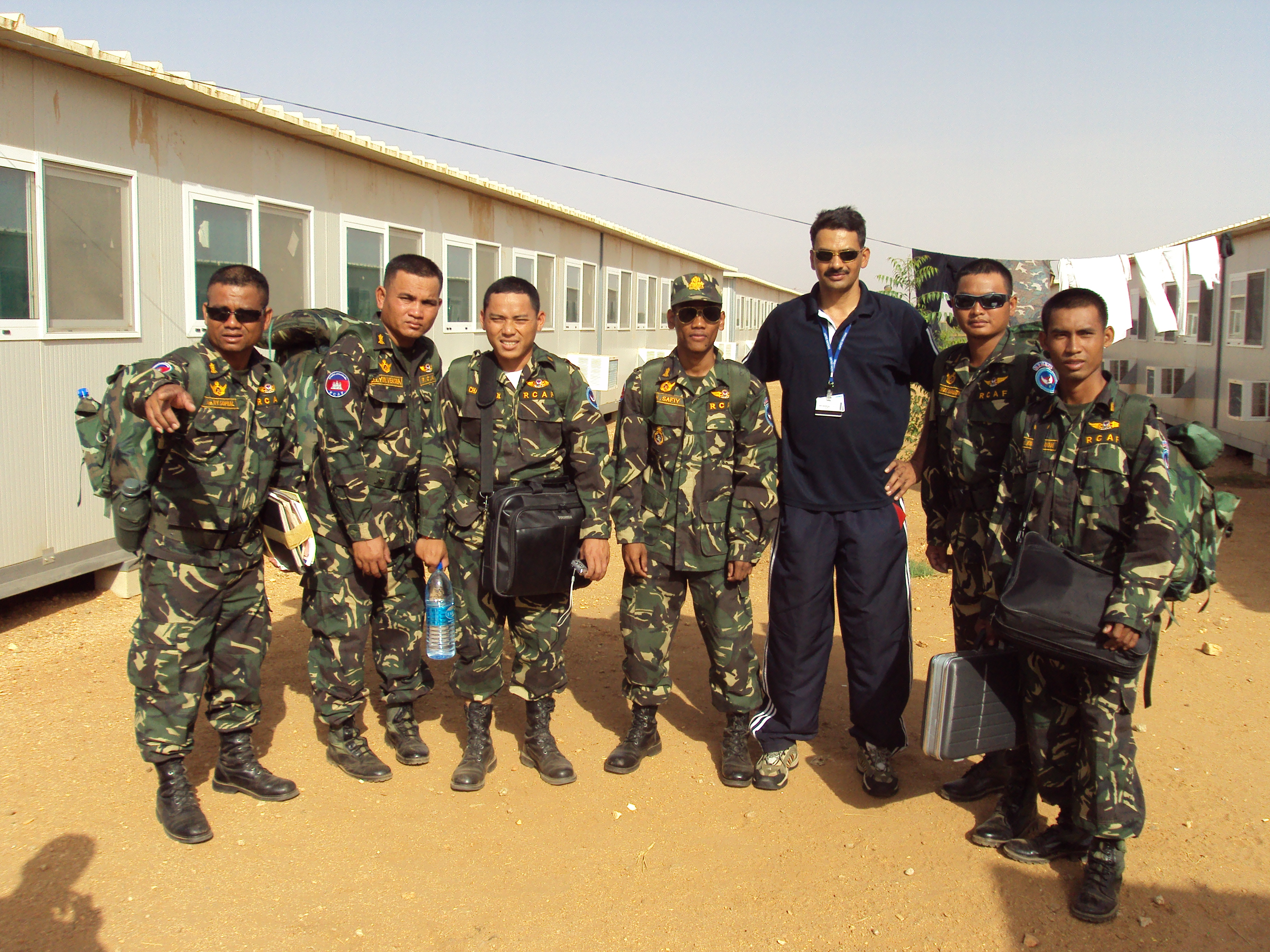
Lực lượng rà phá bom mìn Campuchia ở Sudan.

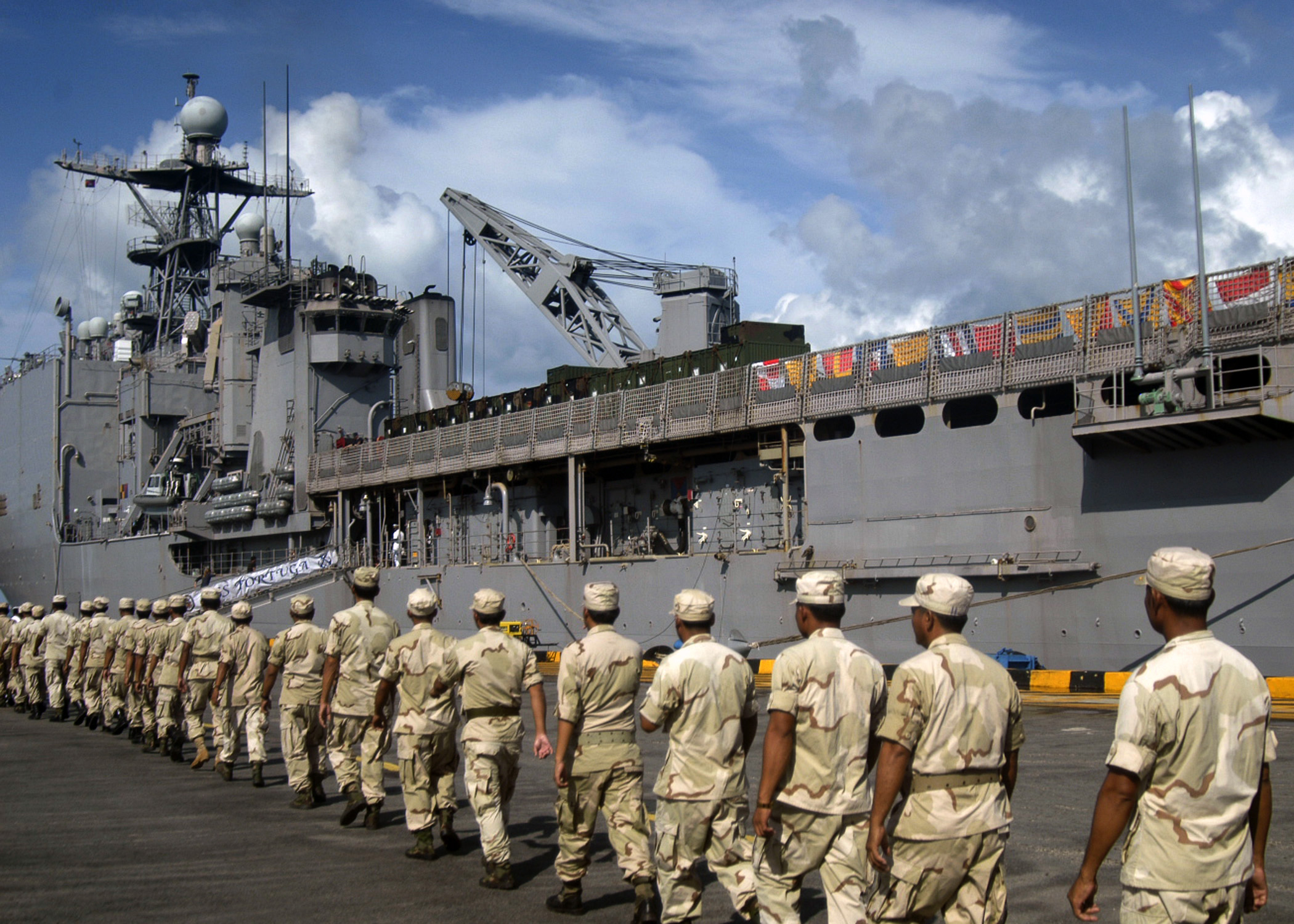
Lính thủy đánh bộ Campuchia bên ngoài tàu USS Tortuga trong lúc huấn luyện quân sự.

Vào năm 2002, Hoàng thân Sisowath Sirirath, sau đó là đồng bộ trưởng Bộ Quốc phòng, đã phát biểu rằng tổng số quân của Campuchia khoảng 112.000 người. Với việc kết thúc chiến tranh và những tên Khmer đỏ cuối cùng đầu hàng, quân đội Campuchia đã có những thay đổi lớn khi nó chuyển từ thời chiến sang thời bình.
Từ năm 1999 đến nay, chính phủ đã cho giải ngũ một số lượng lớn quân nhân với sự hỗ trợ của Ngân hàng Thế giới. Việc giải ngũ bắt đầu vào tháng 2 năm 2000 và cuối năm đó đã có 1.500 binh lính đầu tiên được giải ngũ trong một dự án quy mô nhỏ. Vào năm 2001, giai đoạn đầu của chiến dịch giải ngũ đã được tiến hành và có 15.000 binh sĩ trở về với cuộc sống đời thường với những nghi lễ lớn được tổ chức trên khắp đất nước. Giai đoạn thứ hai dự kiến diễn ra vào năm 2003 khi có thêm 30.000 quân nhân được phục viên. Tuy nhiên, quá trình này đã phải ngừng lại bởi những lý do về tham nhũng và những sai lầm có thể có.
| Thành phần          | Số quân |
| Lục quân            | 175,000 |
| Hải quân            | 12,400  |
| Không quân          | 2,500   |
| Lực lượng Đặc nhiệm | 6,500   |
| Hiến binh           | 7,000   |
| Tổng                | 203,400 |

## Lực lượng Hiến binh Hoàng gia Campuchia
Lực lượng Hiến binh Hoàng gia Campuchia là một đơn vị bán quân sự với 7.000 lính có mặt ở tất cả các tỉnh. Quyền chỉ huy các đơn vị của lực lượng này thuộc về Tư lệnh Lực lượng vũ trang Hoàng gia Campuchia và được chỉ huy bởi một vị trung tướng, hiện nay là trung tướng Sao Sokha. Lực lượng Hiến binh Hoàng gia Campuchia được triển khai ở tất cả các tỉnh và thành phố để gìn giữ luật pháp. Sau khi bộ luật hình sự được thông qua, quân cảnh Campuchia đã đóng một vai trò quan trọng trong xã hội Campuchia. Nó đã giữ gìn luật pháp tại các thành phố thay cho Cảnh sát Quốc gia, lực lượng đã bị giải tán theo một sắc lệnh vào năm 2002. Hiến binh ở các tỉnh được chỉ huy bởi một đại tá, sau ngày 1 tháng 1 năm 2009 bởi một thiếu tướng, trừ thủ đô Phnôm Pênh đã được chỉ huy bởi thiếu tướng ngay từ khi nó được thành lập.

## Hệ thống cấp bậc quân hàm
Hệ thống danh xưng quân hàm Quân đội Hoàng gia Campuchia sử dụng thống nhất trong cả hải lục không quân. Thứ tự quân hàm theo sắp xếp từ thấp đến cao sau đây:
- ពលទោ: Binh nhì
- ពលឯក: Binh nhất
- នាយទោ: Hạ sĩ
- នាយឯក: Hạ sĩ nhất
- ពលបាលត្រី: Chuẩn trung sĩ
- ពលបាលទោ: Trung sĩ
- ពលបាលឯក: Trung sĩ nhất
- ព្រឹន្ទបាលទោ: Thượng sĩ
- ព្រឹន្ទបាលឯក: Thượng sĩ nhất
- នាយចំណង់: Chuẩn úy
- អនុត្រី: Thiếu úy
- អនុទោ: Trung úy
- អនុឯក: Đại úy
- វរត្រី: Thiếu tá
- វរទោ: Trung tá
- វរឯក: Đại tá
- ឧត្តមត្រី: Chuẩn tướng
- ឧត្តមទោ: Thiếu tướng
- ឧត្តមឯក: Trung tướng
- ឧត្តមសេនីយ៍: Đại tướng
- ឧត្តមនាយក: Thống tướng

Có thể thấy, hệ thống cấp hiệu của Quân đội Hoàng gia Campuchia chịu ảnh hưởng gần như hoàn toàn của hệ thống cấp hiệu quân hàm Pháp với một chút khác biệt nhỏ.